# Gintaras Rinkevičius
Gintaras Rinkevičius (ur. w 1960 w Wilnie) – litewski dyrygent

## Życiorys

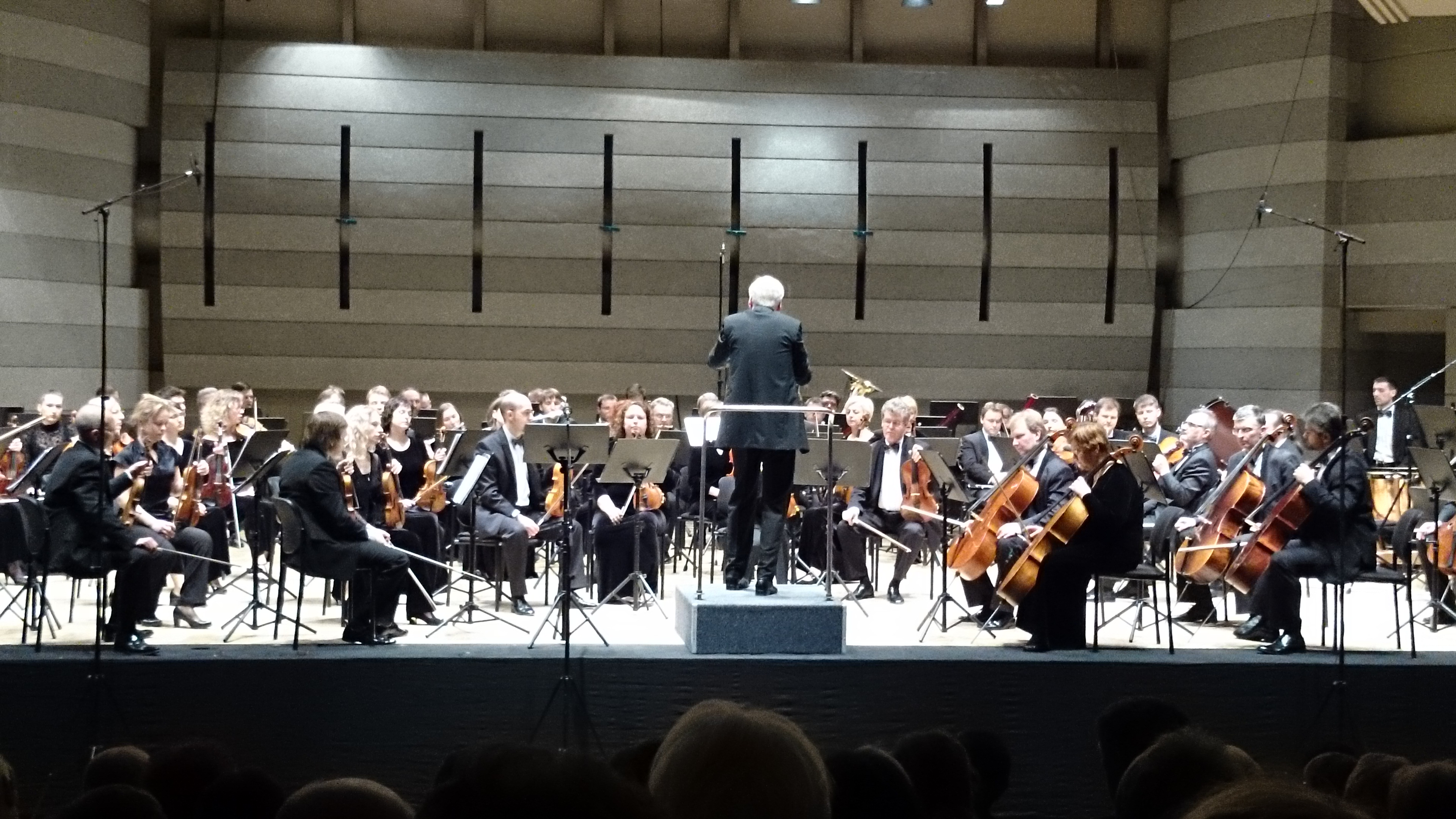
Rinkevičius jako dyrygent Litewskiej Państwowej Orkiestry Symfonicznej podczas Kongresų rūmai

Uczył się na wydziale muzycznym wileńskiej szkoły artystycznej im. M.K. Čiurlionisa. Następnie studiował w Konserwatorium Petersburskim i Konserwatorium Moskiewskim. Jest zwycięzcą trzech międzynarodowych konkursów dyrygenckich, w tym prestiżowego Międzynarodowego Konkursu Dyrygentów Fundacji Herberta von Karajana w Berlinie Zachodnim (1985).
W 1988 założył Litewską Państwową Orkiestrę Symfoniczną (lit. Lietuvos valstybinis simfoninis orkestras lub LVSO), która początkowo była zespołem młodych muzyków skupionym pod jego dyrekcją. Pierwszy koncert orkiestry odbył się 30 stycznia 1989. 
W latach 1996–2003 był dyrektorem artystycznym i pierwszym dyrygentem Łotewskiej Opery Narodowej w Rydze, a w latach 2007–2009 pierwszym dyrygentem gościnnym tej opery. Był także pierwszym dyrygentem opery w Malmö (2002–2005). W marcu 2002 razem z LVSO odbył europejskie tourneé po Francji, Holandii, Luksemburgu i Niemczech. Od 2003 występuje jako dyrygent w Teatrze Bolszoj w Moskwie. Od 2008 pełni funkcję dyrektora artystycznego i pierwszego dyrygenta w Nowosybirskiej Akademickiej Orkiestrze Symfonicznej. W 2013 został członkiem zarządu i dyrygentem World Peace Orchestra. 
Wśród orkiestr symfonicznych, którymi dyrygował, są m.in.: Symfonicy Berlińscy, Brandenburska Orkiestra Państwowa z Frankfurtu nad Odrą, kopenhaska Tampere,  orkiestra Filharmonii Petersburskiej, Rosyjska Orkiestra Narodowa. Koncertował w słynnych salach koncertowych, m.in. w Royal Albert Hall w Londynie, paryskim Théâtre des Champs Élysées, Pałacu Muzyki Katalońskiej w Barcelonie, a także w Saragossie, Kolonii, Salzburgu, Moskwie.
Dyrygował podczas wielu międzynarodowych festiwali muzycznych, w tym w Paléo Festival w szwajcarskim Nyonie, portugalski Costa do Estoril Festival, Warszawska Jesień, Europamusicale w Monachium, brytyjski Chichester Festival Theatre i innych. Występował między innymi z takimi solistami, jak śpiewaczki Violeta Urmana i Katia Ricciarelli, pianiści Peter Donohoe i Roger Muraro, skrzypkowie Gidon Kremer i Oleg Kagan, altowiolista Jurij Baszmiet, wiolonczelista David Geringas.

## Odznaczenia
(na podstawie materiałów źródłowych)
- Litewska Nagroda Państwowa (lit. Nacionalinė kultūros ir meno premija) (1994)
- Krzyż Oficerski Orderu Wielkiego Księcia Giedymina (Litwa) (1997)
- Kawaler I Klasy Królewskiego Norweskiego Orderu Zasługi (1998)
- Oficer Orderu Trzech Gwiazd[7] (Łotwa) (2001)
- Komandor Orderu Zasługi (Portugalia, 2003)[8]
- Wielki Krzyż Komandorski Orderu „Za Zasługi dla Litwy” (2009)
- Order Przyjaźni (Rosja) (2010)[9]